# Железнодорожный разъезд № 17
Железнодорожный разъезд № 17 — железнодорожный разъезд (населенный пункт) в Дагестане (Россия). Входит в состав городского округа город Кизляр.
У восточной окраины населенного пункта расположена железнодорожная станция Северо-Кавказской железной дороги — разъезд №17.

## Географическое положение
Населенный пункт расположен в анклаве городской округа, расположенного между Кизлярским и Тарумовским районами, в 14 км к северу от города Кизляр.

## Население
| 2002 | 2010 | 2012 | 2013 | 2014 | 2015 | 2016 |
| ---- | ---- | ---- | ---- | ---- | ---- | ---- |
| 0    | →0   | →0   | →0   | →0   | →0   | →0   |
| 2017 | 2018 | 2019 | 2020 | 2021 |      |      |
| →0   | →0   | →0   | →0   | →0   |      |      |